# Linepithema iniquum
Linepithema iniquum é uma espécie de formiga do gênero Linepithema.